# Erysimum deflexum
Erysimum deflexum är en korsblommig växtart som beskrevs av Joseph Dalton Hooker och Thomas Thomson. Erysimum deflexum ingår i släktet kårlar, och familjen korsblommiga växter. Inga underarter finns listade i Catalogue of Life.